# هانس لور
هانس لور (به آلمانی: Hannes Löhr) بازیکن فوتبال و مهاجم اهل آلمان بود که از سال ۱۹۶۷ میلادی عضو تیم ملی فوتبال آلمان بود. وی در ۲۰ بازی ملی حضور داشته است و آخرین بازی ملی خود را در سال ۱۹۷۰ میلادی انجام داد. هانس لور در بازی‌های ملی‌اش ۵ گل به ثمر رساند.